# Octomeria grandiflora
Octomeria grandiflora é uma espécie de orquídea (Orchidaceae) existente em muitos países da América Central e América do Sul. É a espécie de Octomeria mais comumente encontrada no Brasil. Devido à sua grande área de dispersão apresenta certa variabilidade morfológica e, por esta razão, foi descrita diversas vezes com nomes diferentes.